# Elitloppet 1979
Elitloppet 1979 var den 28:e upplagan av Elitloppet, som gick av stapeln söndagen den 27 maj 1979 på Solvalla i Stockholm. Finalen vanns av den svenska hästen Pershing, körd och tränad av Berndt Lindstedt.
Inför 1979 års Elitlopp stod de franska hästarna High Echelon och Idéal du Gazeau högst upp på Solvallas önskelista, men båda hästarna tvingades att lämna återbud eftersom mul- och klövsjuka härjade i Normandie. I finalen så tog Pershing revansch för galoppen i Elitloppet 1978, och tog samtidigt en efterlängtad seger. Detta var Pershings sista tävlingssäsong, och det var bestämt sedan innan att han skulle bli avelshingst. 
Även tröstloppet Elitloppet Consolation kördes detta år, för de hästar som deltagit i kvalheaten, men som inte lyckats kvala in till finalen.

## Upplägg och genomförande
Elitloppet är ett inbjudningslopp och varje år bjuds 16 hästar som utmärkt sig in till Elitloppet. Hästarna lottas in i två kvalheat, och de fyra bästa i varje försök går vidare till finalen som sker 2–3 timmar senare samma dag. Desto bättre placering i kvalheatet, desto tidigare får hästens tränare välja startspår inför finalen. Samtliga tre lopp travas sedan 1965 över sprinterdistansen 1 609 meter (engelska milen) med autostart (bilstart). I Elitloppet 1979 var förstapris i finalen 250 000 kronor, och 50 000 kronor i respektive kvalheat.

## Kvalheat 1
| P | S | Häst             | Kusk                 | Tränare              | Land          | Odds  | Tid    |
| - | - | ---------------- | -------------------- | -------------------- | ------------- | ----- | ------ |
| 1 | 7 | Pershing         | Berndt Lindstedt     | Berndt Lindstedt     | Sverige       | 1,70  | 1.13,5 |
| 2 | 3 | Madison Avenue   | Uno Swed             | Uno Swed             | Sverige       | 2,80  | 1.13,7 |
| 3 | 1 | Madrigal         | Ari Eve              | Ari Eve              | Finland       | 8,40  | 1.14,2 |
| 4 | 2 | My Nevele        | Walter Kaiser Hansen | Walter Kaiser Hansen | Danmark       | 37,50 | 1.14,4 |
| 0 | 4 | Speedy Gent      | Harry Pools          | Harry Pools          | Nederländerna | 48,50 | 1.14,8 |
| 0 | 6 | The Last Hurrah  | Vivaldo Baldi        | Vivaldo Baldi        | Italien       | 7,30  | 1.14,8 |
| 0 | 5 | Kawartha Mystery | Heinz Gülden         | Heinz Gülden         | Tyskland      | 69,40 | 1.16,2 |

## Kvalheat 2
| P | S | Häst              | Kusk              | Tränare           | Land      | Odds  | Tid    |
| - | - | ----------------- | ----------------- | ----------------- | --------- | ----- | ------ |
| 1 | 4 | Charme Asserdal   | Heikki Korpi      | Heikki Korpi      | Finland   | 2,39  | 1.14,5 |
| 2 | 7 | Hadol du Vivier   | Jean-René Gougeon | Jean-René Gougeon | Frankrike | 2,50  | 1.14,6 |
| 3 | 6 | Jurgy Hanover     | Peter Haughton    | Billy Haughton    | USA       | 5,60  | 1.14,7 |
| 4 | 2 | Express Gaxe      | Gunnar Axelryd    | Gunnar Axelryd    | Sverige   | 5,10  | 1.14,7 |
| 0 | 5 | Tarok             | Jörn Laursen      | Jörn Laursen      | Danmark   | 31,90 | 1.14,9 |
| 0 | 1 | Sugarbowl Hanover | Berndt Lindstedt  | Berndt Lindstedt  | Sverige   | 34,70 | 1.15,0 |
| 0 | 3 | Granit            | Gerhard Krüger    | Gerhard Krüger    | Tyskland  | 59,00 | 1.15,6 |

## Finalheat
| P      | S | Häst            | Kusk                 | Tränare              | Land      | Odds   | Tid    |
| ------ | - | --------------- | -------------------- | -------------------- | --------- | ------ | ------ |
| 1      | 3 | Pershing        | Berndt Lindstedt     | Berndt Lindstedt     | Sverige   | 1,71   | 1.13,7 |
| 2      | 4 | Hadol du Vivier | Jean-René Gougeon    | Jean-René Gougeon    | Frankrike | 5,00   | 1.14,0 |
| 3 (DH) | 2 | Madison Avenue  | Uno Swed             | Uno Swed             | Sverige   | 11,70  | 1.14,0 |
| 3 (DH) | 7 | Express Gaxe    | Gunnar Axelryd       | Gunnar Axelryd       | Sverige   | 43,90  | 1.14,0 |
| 5      | 1 | Charme Asserdal | Heikki Korpi         | Heikki Korpi         | Finland   | 3,50   | 1.14,1 |
| 6      | 6 | Madrigal        | Ari Eve              | Ari Eve              | Finland   | 73,30  | 1.14,4 |
| 0      | 8 | My Nevele       | Walter Kaiser Hansen | Walter Kaiser Hansen | Danmark   | 314,10 | 1.14,4 |
| 0      | 5 | Jurgy Hanover   | Peter Haughton       | Billy Haughton       | USA       | 16,50  | 1.14,4 |